# São Domingos (São Paulo)
Pour les articles homonymes, voir São Domingos.
São Domingos est un district situé dans la zone nord-ouest de la municipalité de São Paulo, entre les autoroutes Anhanguera et Bandeirantes et le Marginal Tietê.
Il fait partie de la région de Pirituba, bien qu'il ne fasse pas partie intégrante du district homonyme.
Il borde les districts de Jaguara, Lapa, Jaraguá, Vila Leopoldina et Pirituba et la municipalité d'Osasco à l'ouest.

## Caractéristiques socio-économiques

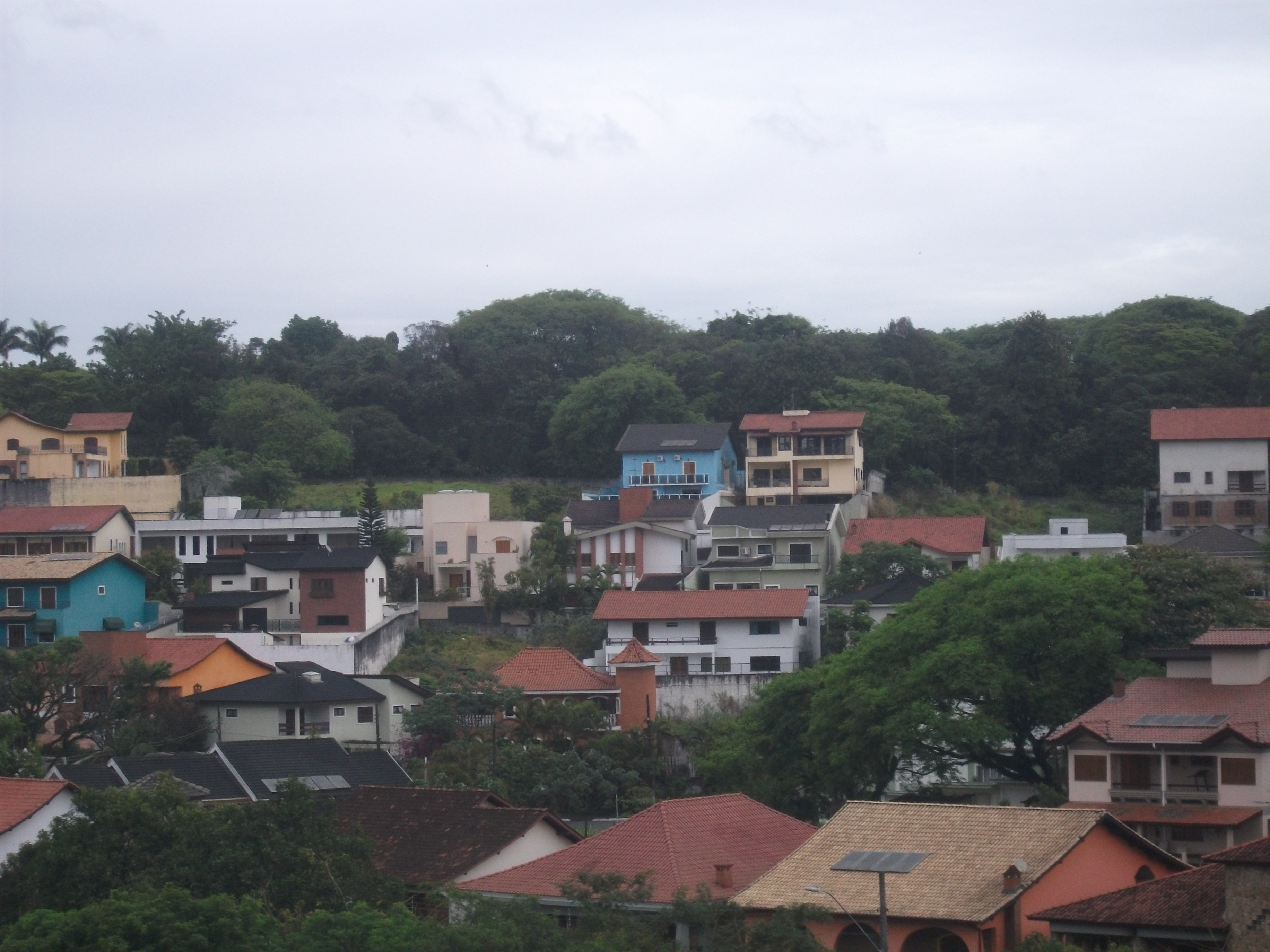
Vue partielle du quartier City America dans le district.

São Domingos abrite toutes les classes sociales.
Le quartier de City América, par exemple, abrite des résidents de la classe supérieure. Il est connu pour avoir le parc Cidade de Toronto, un lieu choisi par des personnes de différents endroits pour pratiquer le jogging et d'autres sports, et il possède des maisons de haut standing. Il a été subdivisé par la Companhia City, l'entreprise responsable de l' urbanisation des quartiers huppés tels que Pacaembu et Jardim América.
Jardim Santo Elias abrite également des résidents à revenu élevé, comme la copropriété d'immeubles Sítio Anhanguera, qui dispose d'appartements haut de gamme et jouxte un bureau de Siemens, l'une des plus grandes entreprises technologiques au monde. D'autre part, le même Jardim Santo Elias abrite des personnes à faible revenu, comme dans la Favela Santo Elias.
Vila Mangalot, le quartier bien connu et animé du quartier, est majoritairement de classe moyenne, mais abrite également des gens de la classe moyenne inférieure.
Jardim Nardini, quant à lui, a un profil socio-économique inférieur. Le quartier est situé près de l'Estrada Turística do Jaraguá et est principalement formé de communautés pauvres et de bidonvilles.

## Quartiers du district
Les quartiers qui composent São Domingos sont :
- City América
- Parque São Domingos
- Vila Fiat Lux
- Parque Maria Domitila
- Vila Mangalot
- Jardim Mangalot
- Jardim Santo Elias
- Vila Jaguarí
- Jardim Nardini
- Vila Jaraguá
- Jardim Jaraguá
- Parque Anhanguera
- Vila Nova Esperança
- Vila Guedes
- Vila Soares
- Jardim Vista Linda
- Jardim Mutinga
- Jardim Maristela
- Vila Maria Eugênia
- Vila Zulmira

## Résumé des principaux quartiers

### Parque São Domingos, City America et Vila Fiat Lux
C'est la zone la plus développée de la région. Deux des parcs les plus connus de la région sont situés dans cette partie : Santo Domingo et Cidade de Toronto. Comme Chácara Inglesa, le Parque São Domingos compte un bon nombre d'établissements d'enseignement, d'écoles de langues, de restaurants, de hamburgers et d'espaces de loisirs, en plus d'un nombre important de buffets pour enfants et d'autres magasins. Parque São Domingos et Vila Fiat Lux abritent des résidents de la classe moyenne et supérieure, tandis que City América, le quartier le plus huppé de la région, présente des maisons à l'architecture plus élégante, destinées à la classe supérieure. L'une des caractéristiques de City América est qu'elle ne possède pas de maisons jumelées. Dans cette zone, vous pouvez voir quelques bâtiments résidentiels. Cependant, ce sont principalement des quartiers horizontaux. Ils présentent une arborisation intense, des rues légèrement curvilignes et une répartition des espaces libres (places, parterres et trottoirs verts). L'un des bâtiments les plus modernes du pays est situé à City America, où opère aujourd'hui la multinationale suisse ABB.

### Jardin Santo Elias et Jardin Nardini
Situé sur les rives de l'autoroute Anhanguera, ce quartier est proche du Jaraguá. Jardim Nardini est situé au début de l'Estrada Turística do Jaraguá et est formé par des communautés de favelas. Jardim Santo Elias, quant à lui, abrite des habitants de toutes les classes sociales et est le théâtre de grandes inégalités sociales. Il est possible de voir des immeubles résidentiels haut de gamme partager l'espace avec la Favela Santo Elias et, en même temps, voir des familles de la classe moyenne.

### Vila Mangalot et Parque Maria Domitila
Situés à proximité de la Rodovia Anhanguera, ces quartiers comptent un grand nombre d'immeubles résidentiels. Ils sont accessibles depuis les avenues Mutinga, Anastácio et Joaquim Oliveira Freitas (connue sous le nom de rua Pirituba). Vila Mangalot est l'un des quartiers les plus animés de la région. L'avenue Elísio Cordeiro de Siqueira, connue localement sous le nom d'avenue Hum, compte de nombreux bars, restaurants et snack-bars/hamburgers, ce qui attire de nombreuses personnes dans le quartier, surtout le week-end. Ses habitants appartiennent majoritairement à la classe moyenne.
Le poste de police de Pirituba (33e district de police) est situé à Vila Mangalot.

## Limites
- Nord : Jaraguá (Parc d'État de Jaraguá)
- Sud : Jaguara (Rua Inácio Luís da Costa)
- Sud-Est : Lapa (Marginal Tietê)
- Est : Pirituba (Jaraguá Tourist Road, Rua Jurubim, Avenue Mutinga et Rodovia dos Bandeirantes)
- Ouest : Osasco (Rodovia Anhanguera)

## Principales voies
Le district de São Domingos a comme accès principal à Marginal Tietê, Avenue Mutinga et Rodovia Anhanguera. Ses principales pistes sont :
- Avenue do Anastácio
- Rua Inácio Luis da Costa
- Avenida Elísio Cordeiro de Siqueira (connu localement sous le nom de "Avenida Um")
- Avenue Mutinga
- Avenue Journaliste Paulo Zingg (anciennement Estrada do Rio Vermelho) , loi ordinaire 11142/91</ref>
- Estrada Turística do Jaraguá
- Rua Joaquim de Oliveira Freitas (connue localement sous le nom de "Rua Pirituba")

## Espaces de loisirs

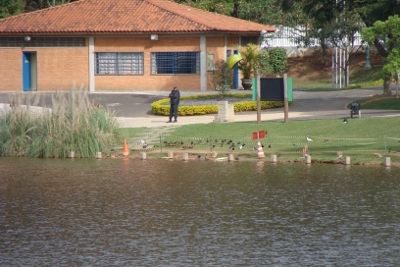
Parc Cidade de Toronto.

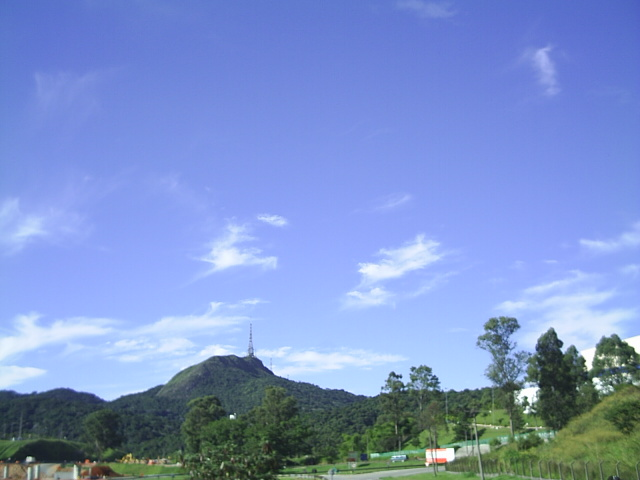
Pic de Jaraguá vu du quartier.

### Parcs
- Parc São Domingos (Rua Pedro Sernagiotti, 125 - Parque São Domingos)
- Parc Cidade de Toronto (Avenue Cardeal Mota, 84 - City America )

### Centre éducatif unifié (CEU)
- CEU Vila Atlântica (Rua Coronel José Venâncio Dias, 840 - Jardim Nardini)

## Éducation

### Municipal
Le district possède 4 Centres d'éducation de la petite enfance (CEI), 3 Écoles municipales d'éducation infantile (EMEI) et 6 Écoles élémentaires municipales (EMEF).
Centre éducatif unifié (CEU):
- CEU Vila Atlântica (Rua Coronel José Venâncio Dias, 840 - Jardim Nardini)

### État
Le district possède 6 écoles d'État.

## Santé

### Municipal
- Le district possède 2 Assistances médicales ambulatoires (AMA), 4 Unités basiques de santé (UBS) et 1 Centre des spécialités odontologiques (CEO).